# Xã McMillan, Quận Ontonagon, Michigan
Xã McMillan (tiếng Anh: McMillan Township) là một xã thuộc quận Ontonagon, tiểu bang Michigan, Hoa Kỳ. Năm 2010, dân số của xã này là 478 người.